# Paepalanthus fulgidus
Paepalanthus fulgidus är en gräsväxtart som beskrevs av Harold Norman Moldenke. Paepalanthus fulgidus ingår i släktet Paepalanthus och familjen Eriocaulaceae. Inga underarter finns listade i Catalogue of Life.